# 汁
汁或汁液是由固体滲出液体的一種流體。不少日常液體中的主要成份為水，將物體中的水抽乾成為精華，成為汁液。

## 食用
單論汁在食用的層面上，可以是汁物如味噌湯、出汁等。汁亦可以作為煮食的調味料，例如雞汁。同時亦可以是菜餚在食用時點的醬汁，如牛肉汁。

## 食用以外
若用於食以外，汁在一定程度上帶上負面用途，例如生物的分泌物等，也可稱為汁液。